# 渡辺伸彦
渡辺 伸彦（わたなべ のぶひこ、1966年3月22日 - ）は、島根県邑智郡石見町（現：邑南町）出身の元プロ野球選手（投手）。阪神時代の愛称はコイト（後述）。

## 来歴・人物
兵庫県尼崎市で生まれ、4歳まで過ごす。島根県の私立益田東高時代は捕手だったが、地肩の強さを見込まれて3年から投手に転向。1983年夏の甲子園県予選で準決勝に進むが、大田高に敗退し甲子園出場はならなかった。
高校野球引退後、王子製紙米子の社会人野球のテストを受けるも不合格であった。
高校卒業後は、広島県の社会人野球チームでもある常石鉄工に入団。
1988年、都市対抗野球大会県予選では強豪のNKKに完投勝利すると中国2次予選でのチーム初勝利にも貢献。同年のプロ野球ドラフト会議で阪神タイガースから5位指名を受け入団。
一軍デビュー後の5月31日の対ヤクルトスワローズ戦（明治神宮野球場）でラリー・パリッシュに死球を与え乱闘騒ぎに。パリッシュ退場のわずか12分後、今度は中西親志にブラッシュボールを投じ再び乱闘騒ぎになり、ヤクルトの小谷正勝コーチに追いかけられ外野まで走って逃げ回った。渡辺も危険投球で退場となり、この年から導入された同ルールによるセ・リーグにおける第1号の選手となった。
1990年、ヤクルトを退団したパリッシュが阪神に入団、キャンプで握手して仲直りした。5月1日の対ヤクルト戦でプロ初勝利を挙げるが、この試合でパリッシュが本塁打を放ち渡辺の勝利に貢献している。
1993年オフに、古溝克之との交換トレードでオリックス・ブルーウェーブへ移籍。同年にはオフの契約更改で球界初の無制限出来高契約を結ぶ。
1997年にオリックスを自由契約となり、春季キャンプで横浜ベイスターズにテスト入団。
2000年に現役を引退。
現役引退後は横浜の打撃投手に転身。2002年から2019年まで阪神の打撃投手を務めた。

## プレースタイル・人物
阪神時代の渡辺の愛称であるコイトは、入団時に阪神の主力投手であった伊藤文隆に容貌が似ていたのが由来。（背番号も同じ20を着けていた。）
150km/h近い速球とキレのよいカーブ・スライダーを投げ分け、阪神では主に勝ち試合での中継ぎ、オリックスでは抑えや主に中継ぎの一・二番手として登板しリーグ優勝・日本一に貢献した。
捕手出身ということで肩の出来上がりが非常に早く、5・6球のウォーミングアップで登板可能であった。

## 詳細情報

### 年度別投手成績
| 年 度      | 球 団      | 登 板 | 先 発 | 完 投 | 完 封 | 無 四 球 | 勝 利 | 敗 戦 | セ 丨 ブ | ホ 丨 ル ド | 勝 率 | 打 者 | 投 球 回 | 被 安 打 | 被 本 塁 打 | 与 四 球 | 敬 遠 | 与 死 球 | 奪 三 振 | 暴 投 | ボ 丨 ク | 失 点 | 自 責 点 | 防 御 率 | W H I P |
| ---------- | ---------- | ----- | ----- | ----- | ----- | -------- | ----- | ----- | -------- | ----------- | ----- | ----- | -------- | -------- | ----------- | -------- | ----- | -------- | -------- | ----- | -------- | ----- | -------- | -------- | ------- |
| 1989       | 阪神       | 30    | 0     | 0     | 0     | 0        | 0     | 0     | 0        | --          | ----  | 170   | 41.1     | 30       | 5           | 18       | 1     | 3        | 48       | 3     | 0        | 20    | 17       | 3.70     | 1.16    |
| 1990       | 阪神       | 41    | 4     | 0     | 0     | 0        | 2     | 1     | 2        | --          | .667  | 304   | 65.1     | 72       | 9           | 42       | 4     | 1        | 53       | 2     | 0        | 39    | 37       | 5.10     | 1.74    |
| 1991       | 阪神       | 8     | 0     | 0     | 0     | 0        | 0     | 0     | 0        | --          | ----  | 56    | 10.0     | 21       | 4           | 6        | 0     | 1        | 9        | 1     | 0        | 16    | 16       | 14.40    | 2.70    |
| 1992       | 阪神       | 11    | 0     | 0     | 0     | 0        | 0     | 0     | 0        | --          | ----  | 53    | 11.2     | 6        | 1           | 12       | 2     | 0        | 12       | 0     | 0        | 5     | 3        | 2.31     | 1.54    |
| 1993       | 阪神       | 21    | 1     | 0     | 0     | 0        | 0     | 2     | 0        | --          | .000  | 142   | 33.0     | 34       | 2           | 12       | 2     | 3        | 31       | 0     | 0        | 14    | 14       | 3.82     | 1.39    |
| 1994       | オリックス | 37    | 0     | 0     | 0     | 0        | 3     | 2     | 11       | --          | .600  | 265   | 64.1     | 51       | 3           | 29       | 4     | 2        | 55       | 1     | 0        | 15    | 14       | 1.96     | 1.24    |
| 1995       | オリックス | 32    | 0     | 0     | 0     | 0        | 1     | 2     | 1        | --          | .333  | 158   | 36.1     | 30       | 5           | 20       | 2     | 1        | 41       | 1     | 1        | 14    | 12       | 2.97     | 1.38    |
| 1996       | オリックス | 29    | 0     | 0     | 0     | 0        | 3     | 1     | 1        | --          | .750  | 152   | 38.0     | 28       | 2           | 14       | 0     | 0        | 32       | 0     | 0        | 13    | 12       | 2.84     | 1.11    |
| 1997       | オリックス | 23    | 0     | 0     | 0     | 0        | 0     | 2     | 0        | --          | .000  | 115   | 27.1     | 27       | 3           | 10       | 0     | 1        | 16       | 0     | 0        | 13    | 10       | 3.29     | 1.35    |
| 1999       | 横浜       | 5     | 0     | 0     | 0     | 0        | 0     | 0     | 0        | --          | ----  | 30    | 6.0      | 9        | 0           | 3        | 0     | 0        | 6        | 0     | 0        | 7     | 7        | 10.50    | 2.00    |
| 通算：10年 | 通算：10年 | 237   | 5     | 0     | 0     | 0        | 9     | 10    | 15       | --          | .474  | 1445  | 333.1    | 308      | 34          | 166      | 15    | 12       | 303      | 8     | 1        | 156   | 142      | 3.83     | 1.42    |

### 記録
- 初登板：1989年4月12日、対読売ジャイアンツ2回戦（阪神甲子園球場）、9回表に5番手として救援登板・完了、1回無失点
- 初奪三振：1989年4月13日、対読売ジャイアンツ3回戦（阪神甲子園球場）、9回表に広田浩章から
- 初勝利：1990年5月1日、対ヤクルトスワローズ3回戦（阪神甲子園球場）、6回表に4番手として救援登板、2回1失点
- 初先発・初先発勝利：1990年5月27日、対中日ドラゴンズ8回戦（阪神甲子園球場）、5回1失点
- 初セーブ：1990年7月15日、対横浜大洋ホエールズ15回戦（阪神甲子園球場）、9回表2死に3番手として救援登板・完了、1/3回無失点

### 背番号
- 20 （1989年 - 1992年、1995年 - 1997年）
- 41 （1993年）
- 47 （1994年）
- 65 （1998年 - 2000年）
- 96 （2001年）
- 102 （2002年 - 2019年）